# Marthe Vogt
Marthe Louise Vogt (8 de setembre de 1903 - La Jolla, Estats Units, 9 de setembre de 2003) va ser una neurocientífica alemanya coneguda per les seves importants contribucions per a la comprensió del rol dels neurotransmissors al cervell, especialment de l'epinefrina.

## Vida personal
Marthe Vogt va néixer a Berlín, filla dels destacats neurocientífics Cécile Vogt-Mugnier i Oskar Vogt, descobridors de la síndrome Vogt-Vogt, entre altres avenços científics. Germana de la biòloga i viròloga Marguerite Vogt, va créixer en un ambient familiar que va estimular el seu interès per la ciència.
Malgrat no ser jueva, l'ascens del partit nazi al poder la va empènyer a abandonar Alemanya i el 1935 es va traslladar a Londres amb el suport d'una beca Rockefeller. Durant els següents 30 anys, la seva professió va portar-la a Cambridge, Londres i Edimburg. El 1960 va tornar a Cambridge per fer-se càrrec de la Unitat de Farmacologia del Babraham Institute. Va jubilar-se el 1968.
A la Gran Bretanya, va ajudar jueus alemanys i refugiats de l'opressió franquista a establir-se al país. Era membre d'organitzacions anti-nuclears i va fer campanya en suport dels presos de consciència.

## Principals contribucions
El 1936 va participar en la publicació d'un treball, en el qual es descrivia la secreció de l'acetilcolina dels nervis als músculs i la seva acció mediadora en l'activitat sinàptica del sistema nerviós. També descriu els efectes de la denervació, la depleció del transmissor i l'efecte de la curarina que bloqueja l'impuls nerviós a nivell de la placa motora. D'aquesta manera, l'equip del qual formava part Vogt va identificar les bases químiques del moviment. Aquell mateix any li va ser concedit el Premi Nobel de Medicina a Henry Hallett Dale.
Juntament amb Wilhelm Feldberg, el 1948 va publicar un article que va demostrar la distribució regional del sistema colinèrgic al cervell i va provar que l'acetilcolina és un neurotransmissor cerebral. La seva contribució va obrir expectatives per al tractament d'alteracions cerebrals amb substàncies químiques.
El 1954 va publicar un treball fonamental on demostrava la presència de mediadors adrenèrgics al cervell, fet que no podia explicar-se només per la presència d'adrenalina en sang. Descrivia la concentració d'adrenalina i noradrenalina en diferents parts del sistema nerviós central en condicions normals i després de l'administració de fàrmacs. Aquest treball va obrir les portes a la investigació de nous fàrmacs, especialment d'antidepressius.

## Premis i reconeixements
Al llarg de la seva vida Marthe Vogt va rebre nombrosos reconeixements per part d'institucions científiques:
- Membre honorària de l'Acadèmia Americana de les Arts i les Ciències
- Membre de la Societat Britànica de Farmacologia[8]
- Membre de l'Associació Britànica de Psicofarmacologia
- Medalla de la Royal Society.[9]